# 1902
1902 (MCMII) var ett normalår som började en onsdag i den gregorianska kalendern och ett normalår som började en tisdag i den julianska kalendern.

## Händelser

### Januari
- 1 januari – Stockholm har 301 000 invånare, Göteborg 131 000 [1] och Malmö 60.000.
- 15 januari – Första sträckningen av Berlins tunnelbana "U-Bahn" invigs [2].
- 18 januari – Unionella konsulatskommittén tillsätts.[3]
- 19 januari – Bygget av världens nordligaste järnvägsstation pågår vid Riksgränsen, som slutstation för järnvägen mellan Gällivare och svensk-norska gränsen [4].
- 30 januari – En offensiv- och defensivallians sluts mellan Storbritannien och Japan.[3]

### Februari
- 12 februari – 1st Conference of the International Woman Suffrage Alliance äger rum i Washington, D.C..
- 22 februari – Södertälje SK bildas.
- 23 februari – Vänsterliberala partiet Frisinnade landsföreningen bildas i Sverige med rösträttsförespråkaren Karl Staaff i spetsen. Ernst Beckman är dock ordförande [2] och Karl Staaff vice ordförande.
- 25 februari – Hubert Cecil Booth startar en dammsugarfabrik i USA [5].

### Mars
- 4 mars – American Automobile Association grundas i Chicago.
- 18 mars
  - Real Madrid CF bildas.
  - Italienske operasångaren Enrico Caruso spelar in sin första skiva [6]
- 19 mars – Det första belägget för ordet "bil" (som kortform för "automobil") i Sverige uppträder i Svenska Dagbladet, sedan det föreslagits i danska Politiken den 14 mars.

### April
- 5 april – 6 000 människor demonstrerar i Lill-Jansskogen i Stockholm för rösträtt.
- 12 april – Ett nytt rösträttsmöte i Lill-Jansskogen samlar 12 000 demonstranter.
- 14–21 april – Råder politisk storstrejk i Belgien för vinnande av författningsändring.[3]
- 16–23 april – USA skickar soldater för att skydda amerikansk egendom i Bocas del Toro i nuvarande Panama under inbördeskriget i Colombia[7].
- 18–20 april – Svenska Taxklubbens första utställning hålls på Skansens höjder i Stockholm.
- 20 april – Våldsamma gatukravaller utbryter i Stockholm efter ett möte för allmän rösträtt, som har samlat 20 000 människor till demonstration. Poliserna slåss med sabel och batong.[2]. Hjalmar Branting talar vid mötet, och uppmanar arbetarna att "med sin beslutsamhet sätta samhället i gungning" [4].
- 21 april – Norske statsministern Johannes Steen avgår och efterträds av Otto Blehr.[3]
- 24 april – Initierat av SSAG firas Vegadagen för första gången till minne av Adolf Erik Nordenskiölds Vegaexpedition. Varje år vid detta datum delar föreningen ut Vegamedaljen till en framstående geograf.
- 27 april – Ett stort rösträttsmöte i Stockholm samlar 40 000 demonstranter, alltså var åttonde stockholmare.

### Maj
- 7 maj – Vulkanen La Soufrière på Saint Vincent får ett utbrott, som förorsakar mer än 2 000 dödsoffer.
- 8 maj – Vulkanen Montagne Pelée på Martinique har ett utbrott som förstör staden St Pierre varvid ca 30 000 människor omkommer. Endast ett fåtal av stadens invånare överlever [8].
- 15–17 maj – Politisk storstrejk, anordnad av Socialdemokraterna och LO, utbryter i Stockholm för genomdrivandet av allmän och lika rösträtt [2].
- 17 maj – Förslag om vidgad rösträtt faller i Sveriges riksdag [2].
- 20 maj – Amerikanska soldater lämnar Kuba, som utropas till självständig republik under president Tomás Estrada Palma [5].
- 31 maj – Boerkriget avslutas och Oranjefristaten och Transvaal ser sig besegerade av Brittiska imperiet [2].

### Juni
- 3 juni – Pierre Waldeck-Rousseau avgår som fransk president och efterträds av Émile Combes.[3]
- 15 juni – Gävleutställningen öppnas.[3]
- 21 juni – Lag om svensk allmän självdeklaration, stiftad av Sveriges riksdag, träder i kraft [2] i samband med att den första allmänna inkomstskatten i Sverige införts [4]. Därmed läggs grunden för det moderna svenska skattesystemet.
- 23 juni – Albert Einstein anställs vid patentverket i Bern [5].
- 27 juni – Sven Hedin återvänder till Stockholm från sin treåriga forskningsresa i Asien [1].
- 28 juni – Trippelalliansen förnyas.[3]

### Juli
- 1 juli – Sven Hedin blir, efter sin tre år långa expedition till Centralasien, den siste svensk som adlas [2].
- 5 juli – Fredrik von Otter avgår som svensk statsminister och efterträds av Erik Gustaf Boström, vars regering har vissa vänsterliberala inslag, vilket väcker uttalat missnöje av högern [2].
- 10 juli – Franske presidenten Émile Combes utfärdar ett cirkulär om de icke sanktionerade kongregationsskolornas stängning.[3]
- 14 juli – Kampanilen på Markusplatsen i Venedig, byggd 1540, rasar [5].

### Augusti
- 1 augusti
  - Cirka 100 personer omkommer vid explosion i kolgruva i Australien [9].
  - Norra stambanans sträckning Boden–Mojärv invigs. Sveriges civilminister Hjalmar Westring betonar banans stora betydelse för Norrlands och hela Sveriges framtid.
- 6 augusti – Hålls ett möte mellan ryske tsaren och kejsar Wilhelm i Reval.[3]
- 23 augusti – William F. Cody, även känd som "Buffalo Bill" och "bufflarnas väste fiende", får i uppdrag att rädda det utrotningshotade djuret buffeln [5].

### September
- 1 september
  - Med Resan till månen introducerar Georges Méliès genren science fiction-film [2].
  - Den svenska Riksförsäkringsanstalten grundas [1], som föregångare till Pensionsstyrelsen (grundad 1914) och Riksförsäkringsverket (grundat 1961) [4].
- 17 september–18 november – USA placerar beväpnade vakter på alla tåg i norra Colombia som tar vägen över Panamanäset för att hålla järnvägslinjen öppen, och placerar ut skepp på båda kusterna för att hindra colombianska soldater [7].
- 19 september – Svenska arbetsgivareföreningen (SAF) grundas som svar på rösträttsstrejken och som motpol till LO. På så viss hoppas man bli mindre stårbara vid strejker.[2]. Utlösande faktor är årets rösträttsdemonstration [4].

### Oktober
- 4 oktober – Från Norrbotten rapporteras missväxt med risk att kreaturen svälter ihjäl [1]. Brist på djurfoder råder i Sverige och jordbrukarna anhåller om att få frakta foder och livsmedel med SJ utan ersättning [4]. Välgörenhetsinsamlingar anordnas i södra delen av Sverige.
- 7 oktober – Willis Haviland uppfinner luftkonditioneringen.
- 25 oktober – Vulkanen Santa María i Guatemala får ett utbrott varvid ca 5 000 invånare omkommer.[10]

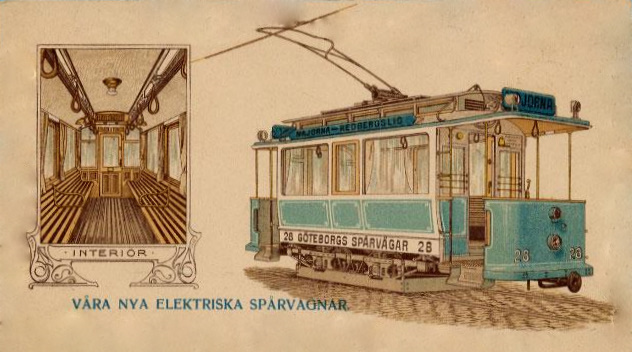
Göteborg får elspårvagnar.

- 27 oktober – De första elektriska spårvagnarna invigs i Göteborg.

### December
- December – Australien inför allmän rösträtt för vita kvinnor vid nationella val.[11]
- 10 december – En damm vid Assuan invigs vid Nilen.[5]
- 26 december – En orkan river taket av hus och välter ladugårdar på Sveriges västkust samt medför att ett femtiotal fiskare omkommer på Östersjön [1]. Även Skåne drabbas [8].

### Okänt datum
- 2 000 personer omkommer vid en jordbävning i Schemacha, Kausasus [8].
- 2 000 personer omkommer vid en jordbävning på Saint Vincent [8].
- 10 000 personer omkommer vid en jordbävning i Turkestan [8].
- Den svenska Landsföreningen för kvinnans politiska rösträtt (LKPR) bildas av socialdemokratiska och borgerliga kvinnor samt blir kvinnlig riksorganisation i rösträttskampen.
- Den svenska Kvinnornas fackförbund bildas som en tvärfacklig organisation, men framförallt för sömmerskor.
- Kvinnoorganisationen Deutscher Verband für Frauenstimmrecht bildas.
- Den liberala Göteborgs-Tidningen (GT) startas av Handelstidningskoncernen.
- Hasse Zetterström (redaktör för Söndags-Nisse) startar Grönköpings Veckoblad som ett inslag i Söndags-Nisse.
- Förhandlingar inleds mellan Sverige och Norge om Norges konsulatsväsende.
- Det svenska Arbetarrörelsens Arkiv och Bibliotek grundas och blir därmed världens äldsta i sitt slag.
- I Göteborg öppnas Sveriges första fasta biograf, Kinematografen i Göteborgs arkader.
- Nordiska Kompaniet (NK) bildas genom en sammanslagning av Stockholms två största detaljhandlar, K.M. Lundberg och Joseph Leja.
- Göteborgs förenade bryggerier byter namn till Pripps.
- De första moderna studiecirklarna startas i Lund av folkrörelsemannen Oscar Olsson. Den nya studieformen lanseras i IOGT:s tidning Reformatorn.
- På grund av förföljelser av kristna i det osmanska riket kommer en del armeniska flyktingar till Sverige.
- Internationalen får svensk text av Henrik Menander.
- Wilhelmina Skogh blir som första kvinna utnämnd till direktör för Grand Hôtel i Stockholm.
- Stockholm får sin första ambulans.
- Svenska kvinnliga nationaldräktsföreningen bildas i Falun av Märta Jörgensen.
- I Stockholm i Sverige blir sjunde skolåret obligatoriskt och ett frivilligt åttonde skolår införs med språkval.
- 15 438 kvinnor i Sverige undertecknar petition mot att bara ena parten straffas vid prostitution [1].
- Den första svenska personbilen tillverkas [12].

## Födda

### Första kvartalet

#### Januari
- 6 januari – Helmut Poppendick, tysk SS-läkare. (död 1994)
- 8 januari – Georgij Malenkov, sovjetisk politiker. (död 1988)
- 9 januari – Josemaría Escrivá, spansk katolsk präst, grundare av Opus Dei, helgon. (död 1975)
- 11 januari – Verner Arpe, svensk skådespelare. (död 1979)
- 31 januari
  - Tallulah Bankhead, amerikansk skådespelare. (död 1968)
  - Alva Myrdal, svensk politiker, nobelpristagare[1]. (död 1986)

#### Februari
- 4 februari – Charles Lindbergh, amerikansk flygare. (död 1974)
- 7 februari
  - Verner Oakland, svensk skådespelare. (död 1962)
  - Bruno Streckenbach, tysk SS-officer. (död 1977)
- 8 februari – Lyle Talbot, amerikansk skådespelare. (död 1996)
- 17 februari – Marian Anderson, amerikansk sångerska. (död 1993)
- 19 februari – Gunnar Hultgren, svensk ärkebiskop 1958–1967. (död 1991)
- 20 februari – Ansel Adams, amerikansk fotograf. (död 1984)
- 23 februari – Allan Gray, polsk-brittisk kompositör. (död 1973)
- 27 februari
  - Gene Sarazen, amerikansk golfspelare. (död 1999)
  - John Steinbeck, amerikansk författare, mottagare av nobelpriset i litteratur 1962. (död 1968)

#### Mars
- 7 mars – Otto Scheutz, svensk skådespelare, produktionsledare, och inspicient. (död 1996)
- 9 mars – Luis Barragán, mexikansk arkitekt. (död 1988)
- 11 mars – Albert Rains, amerikansk demokratisk politiker, kongressledamot 1945–1965. (död 1991)
- 17 mars – Bobby Jones, amerikansk golfspelare. (död 1971)
- 24 mars – Thomas Dewey, amerikansk politiker. (död 1971)
- 25 mars – Sten Broman, svensk kompositör, dirigent, musikpedagog, även känd som musikkritiker och TV-programledare[1]. (död 1983)
- 28 mars – Flora Robson, brittisk skådespelare. (död 1984)

### Andra kvartalet

#### April
- 2 april
  - D. Worth Clark, amerikansk demokratisk politiker, senator 1939–1945. (död 1955)
  - Mary Miles Minter, amerikansk skådespelare. (död 1984)
- 3 april – Lisa Wirström, svensk skådespelare. (död 1989)
- 9 april – Sven Zetterström, svensk journalist och manusförfattare. (död 1973)
- 18 april
  - Waldemar Hammenhög, svensk författare. (död 1972)
  - Gösta Rodin, svensk regissör, manusförfattare och filmklippare. (död 1982)
- 20 april – John Elfström, svensk skådespelare. (död 1981)
- 23 april – Halldór Laxness, isländsk författare, nobelpristagare. (död 1998)
- 25 april – Per Aabel, norsk skådespelare. (död 1999)
- 29 april
  - Henny Lindorff Buckhøj, dansk skådespelare. (död 1979)
  - Anna Lisa Lundkvist, svensk författare och översättare. (död 1980)

#### Maj
- 2 maj – Erik Petersson i Alvesta, svensk rektor och politiker (fp). (död 1982)
- 3 maj – Alfred Kastler, fransk fysiker, nobelpristagare. (död 1984)
- 4 maj – Mona Mårtenson, svensk skådespelare. (död 1956)
- 7 maj – Jolly Kramer-Johansen, norsk kompositör, textörfattare, sångare och musiker (piano, saxofon och cello). (död 1968)
- 10 maj – David O. Selznick, amerikansk filmproducent. (död 1965)
- 11 maj – Louis Klein Diamond, ryskfödd amerikansk barnläkare. (död 1999)
- 15 maj – Richard J. Daley, amerikansk politiker. (död 1976)
- 31 maj – Friedrich Hielscher, tysk poet och filosof. (död 1990)

#### Juni
- 9 juni – Gunnar Carlsson, svensk förbundssekreterare och socialdemokratisk politiker. (död 1985)
- 16 juni – Barbara McClintock, amerikansk genetiker, nobelpristagare i medicin. (död 1992)
- 28 juni – Richard Rodgers, amerikansk kompositör av evergreens. (död 1979)

### Tredje kvartalet

#### Juli
- 1 juli – William Wyler, amerikansk regissör. (död 1981)
- 5 juli
  - Nils Hultgren, svensk skådespelare. (död 1952)
  - Henry Cabot Lodge, amerikansk politiker och diplomat. (död 1985)
- 6 juli – Albert Deborgies, fransk vattenpolospelare. (död 1984)
- 9 juli – Ella Fallenius, svensk manusförfattare. (död 2004)
- 10 juli – Kurt Alder, tysk kemist, nobelpristagare. (död 1958)
- 21 juli – Margit Manstad, svensk skådespelare. (död 1996)
- 26 juli – Albert Forster, tysk nazistisk politiker. (död 1952)
- 28 juli – Karl Popper, brittisk filosof. (död 1994)
- 29 juli – David Arellano, chilensk fotbollsspelare. (död 1927)

#### Augusti
- 1 augusti – Per Kaufeldt, svensk fotbollsspelare och tränare. (död 1956)
- 8 augusti – Kyrillos VI av Alexandria, koptisk-ortodox påve och patriark av Alexandria. (död 1971)
- 10 augusti
  - Norma Shearer, amerikansk skådespelare. (död 1983)
  - Arne Tiselius, svensk kemist, mottagare av nobelpriset i kemi 1948. (död 1971)
- 11 augusti – Christian de Castries, fransk militär. (död 1991)
- 12 augusti
  - Gösta Bergström, svensk operasångare (baryton). (död 1937)
  - Berndt Westerberg, svensk skådespelare. (död 1979)
- 13 augusti – Felix Wankel, tysk ingenjör (Wankel-motorn). (död 1988)
- 16 augusti – Georgette Heyer, brittisk författare. (död 1974)
- 22 augusti – Leni Riefenstahl, tysk filmregissör. (död 2003)
- 24 augusti – Carlo Gambino, italiensk-amerikansk gangsterledare. (död 1976)

#### September
- 1 september – Riccardo Morandi, italiensk ingenjör. (död 1989)
- 5 september – Darryl F. Zanuck, amerikansk filmmagnat. (död 1979)
- 12 september – Juscelino Kubitschek, brasiliansk politiker, Brasiliens president 1956–1961. (död 1976)
- 16 september – Jakob Sporrenberg, tysk SS-officer. (död 1952)
- 20 september – Adrienne von Speyr, schweizisk katolsk läkare och mystiker. (död 1967)
- 21 september – Luís Cernuda, spansk poet. (död 1963)
- 22 september – Folke Bramme, svensk musiker (cello). (död 1973)
- 24 september – Ayatollah Ruhollah Khomeini, Irans religiöse och politiske ledare 1979–1989. (död 1989)
- 26 september
  - Albert Anastasia, italiensk-amerikansk maffiaboss. (död 1957)
  - Dagmar Gille, svensk operettsångerska. (död 1993)

### Fjärde kvartalet

#### Oktober
- 5 oktober – Ray Kroc, amerikansk företagare, McDonald's skapare. (död 1984)
- 17 oktober – Dagmar Bentzen, svensk skådespelare. (död 1967)
- 20 oktober – Addison Richards, amerikansk skådespelare. (död 1964)
- 23 oktober – Ib Schønberg, dansk skådespelare. (död 1955)
- 25 oktober – Eddie Lang, amerikansk jazzgitarrist. (död 1933)
- 28 oktober – Elsa Lanchester, brittisk skådespelare. (död 1986)
- 31 oktober – Abraham Wald, rumänsk statistiker och nationalekonom. (död 1950)

#### November
- 1 november – Nordahl Grieg, norsk författare. (död 1943)
- 2 november – Sven Grafström, svensk ambassadör och generalmajor. (död 1955)
- 4 november – Sten Hedlund, svensk skådespelare och sångare. (död 1975)
- 7 november – Dagny Lind, svensk skådespelare. (död 1992)
- 8 november – Mim Ekelund, svensk dansös och skådespelare. (död 1982)
- 10 november – Katie Rolfsen, norsk-svensk skådespelare. (död 1966)
- 14 november – Einar Hansen, dansk-svensk företagsledare. (död 1994)
- 16 november – Wilhelm Stuckart, tysk nazistisk politiker. (död 1953)
- 22 november – Philippe Leclerc, fransk militär och krigshjälte. (död 1947)

#### December
- 2 december – Horace A. Hildreth, amerikansk republikansk politiker och diplomat, guvernör i Maine 1945–1949. (död 1988)
- 10 december – Elsa Burnett, svensk skådespelare. (död 1999)
- 11 december – Tyra Ryman, svensk skådespelare. (död 1990)
- 15 december – Ragnar Frisk, svensk regissör, manusförfattare och skådespelare. (död 1984)
- 23 december
  - Folke Andersson, svensk kompositör, orkesterledare och jazzmusiker (violin). (död 1976)
  - Nils Holmberg, svensk journalist, författare och politiker, riksdagsman för kommunisterna 1944–1946. (död 1981)
- 29 december – Gustav Nosske, tysk SS-officer, krigsförbrytare. (död 1986)

## Avlidna

### Första kvartalet

#### Januari
- 5 januari – Martis Karin Ersdotter, 72, svensk hårkulla.
- 6 januari – Lars Hertervig, 71, norsk målare, tecknare och grafiker.
- 7 januari – Adolfina Fägerstedt, 90, svensk premiärdansös.
- 24 januari – Anders Kallenberg, 67, svensk målare.

#### Februari
- 9 februari – Nils Grotenfelt, 56, finländsk agronom.
- 11 februari – Caroline Rosenberg, 91, dansk botaniker.
- 17 februari – Edvard Forssberg, 53, svensk läkare, komiker och tillfällighetspoet.
- 18 februari – Albert Bierstadt, 72, tysk-amerikansk målare.

#### Mars
- 23 mars – Kálmán Tisza, 71, ungersk statsman.
- 26 mars – Cecil Rhodes, 48, brittisk politiker, företagare och kolonisatör [2].
- 29 mars – Ludvig Michael Runeberg, 67, finländsk konstnär, kaméskärare.

### Andra kvartalet

#### April
- 1 april – Joseph S. Fowler, 81, amerikansk republikansk politiker, senator 1866–1871.
- 8 april – John Wodehouse, 76, brittisk politiker.
- 10 april – Pontus Fürstenberg, 74, svensk konstmecenat.
- 11 april – Johan Daniel Herholdt, 83, dansk arkitekt.
- 12 april – Alfred Cornu, 61, fransk fysiker.
- 15 april – Jules Dalou, 63, fransk skulptör.

#### Maj
- 5 maj – Bret Harte, 65, amerikansk författare och journalist.
- 26 maj – Henry Clay McCormick, 57, amerikansk republikansk politiker.

#### Juni
- 11 juni – Otto Eckmann, 36, tysk målare och grafiker.
- 14 juni – Jens Zachariassen, 63, dansk-finländsk orgelbyggare och redare.
- 18 juni – Samuel Butler, 66, brittisk författare.
- 19 juni – John Dalberg-Acton, 1:e baron Acton, 68, brittisk historiker och politiker.

### Tredje kvartalet

#### Juli
- 4 juli
  - Hervé Faye, 87, fransk astronom.
  - Swami Vivekananda, 39, indisk filosof.
- 6 juli – Maria Goretti, 11, italiensk jungfrumartyr, helgon.
- 9 juli – William Marvin, 94, amerikansk jurist och politiker, guvernör i Florida 1865.
- 10 juli – Julius von Ficker, 76, tysk rättshistoriker.

#### Augusti
- 8 augusti – James Tissot, 65, fransk målare och illustratör.
- 24 augusti – Adam Fabricius, 80, dansk präst och historiker.

#### September
- 5 september – Rudolf Virchow, 80, tysk patolog och biolog.
- 7 september – Enrique Gaspar y Rimbau, 60, spansk diplomat och författare.
- 20 september – Carl Friedländer, 75, svensk industriman.
- 28 september
  - Émile Zola, 62, fransk författare.
  - Karl Eduard Richard Voigtel, 73, tysk arkitekt.

### Tredje kvartalet

#### Oktober
- 4 oktober – Sixten Flach, 76, svensk militär, godsägare och politiker.
- 6 oktober – George Rawlinson, 89, engelsk arkeolog och historiker.
- 23 oktober – Olof Larsson i Bratteberg, 54, svensk lantbrukare och politiker (liberal).
- 26 oktober – Elizabeth Cady Stanton, 86, amerikansk feminist och reformator, ledare för suffragettrörelsen.

#### November
- 4 november – Hale Johnson, 55, amerikansk advokat och politiker.
- 13 november – Ingrid Klar, 104, sista överlevande personen i Sverige född på 1700-talet.
- 20 november – Fredric Kafle, 83, svensk sjömilitär.

#### December
- 7 december – Thomas Nast, 62, tysk-amerikansk karikatyr- och satirtecknare.
- 22 december
  - Richard von Krafft-Ebing, 62, tysk sexolog.
  - Dwight M. Sabin, 59, amerikansk republikansk politiker.
- 28 december – Georg Fleetwood, 84, svensk friherre, militär och hovman.
- 31 december – Rudolph Franz, 76, tysk fysiker.

## Nobelpris[13]
- Fysik
  - Hendrik Lorentz, nederländsk fysiker
  - Pieter Zeeman, nederländsk fysiker
- Kemi
  - Emil Fischer, tysk kemist
- Medicin
  - Sir Ronald Ross, Storbritannien
- Litteratur
  - Theodor Mommsen, tysk författare
- Fred
  - Élie Ducommun, Schweiz
  - Albert Gobat, Schweiz

### Fotnoter
1. 1 2 3 4 5 6 7 8  Hundra år i Sverige – 1902, Hans Dahlberg, Albert Bonniers, 1999
2. 1 2 3 4 5 6 7 8 9 10 11 12  20:e århundrades När Var Hur – 1902, Bernt Himmelstedt, Forum, 1999
3. 1 2 3 4 5 6 7 8 9  Almanack för alla 1911 - Kronologisk förteckning öfver de märkligaste händelserna under åren 1901-1910
4. 1 2 3 4 5 6  Sverige 1900-talet – 1902, NE, Bra Böcker, 2000
5. 1 2 3 4 5 6  100 år med Aftonbladet – 1902, 1999
6. ↑  ”100 år med Aftonbladet”. http://wwwc.aftonbladet.se/special/1900/00/noje.html. – Grammofonen – årets julklapp 1908, 1999
7. 1 2  ”USA:s militära insatser i utlandet 1798-2004”. Arkiverad från originalet den 9 december 2013. https://web.archive.org/web/20131209174005/http://www.history.navy.mil/library/online/forces.htm. Läst 30 januari 2011.
8. 1 2 3 4 5  Faktakalendern 2006, Semic, 2005
9. ↑  Faktakalendern 1996, Semic, 1995
10. ↑  ”Santa Maria Eruption history” (på engelska). Michigan Technological University. http://www.geo.mtu.edu/volcanoes/santamaria/eruption.html. Läst 6 juli 2015.
11. ↑  ”Electoral milestones for Indigenous Australians” (på engelska). Australian Electoral Commission. http://www.aec.gov.au/indigenous/milestones.htm. Läst 17 maj 2014.
12. ↑  Sverige 1900-talet – Från kullager till IT på ett sekel, NE, Bra Böcker, 2000
13. ↑  ”Nobelpriset”. https://www.nobelprize.org/prizes/lists/all-nobel-prizes/. Läst 10 april 2011.